# Verbundenes Unternehmen
Als verbundene Unternehmen, auch Konzernunternehmen, bezeichnet man in Deutschland und Österreich üblicherweise Unternehmen ein und desselben Konzerns. Sie sind zwar juristisch selbständig (siehe Unternehmensformen), jedoch wirtschaftlich miteinander verbunden. Ein Konzern besteht in der Regel aus einem Mutterunternehmen und Töchtern, deren Geschäfte bei der Konsolidierung im Zuge des Konzernabschlusses saldiert werden. Das heißt, Forderungen und Verbindlichkeiten zwischen den Konzerngesellschaften werden gegeneinander verrechnet. Umsatzerlöse aus gegenseitigen Warenlieferungen und sonstige konzerninterne Erträge werden mit den entsprechenden Aufwendungen verrechnet. Die bei diesen Geschäften evtl. realisierten Zwischengewinne werden eliminiert.

## Deutschland
Der deutsche Gesetzgeber hat den Begriff in mehreren Gesetzen für unterschiedliche Zwecke jeweils separat definiert.
Die am häufigsten verwendete Definition enthält § 15 des Aktiengesetzes, welcher besagt: „Verbundene Unternehmen sind rechtlich selbständige Unternehmen, die im Verhältnis zueinander in Mehrheitsbesitz stehende Unternehmen und mit Mehrheit beteiligte Unternehmen (§ 16), abhängige und herrschende Unternehmen (§ 17), Konzernunternehmen (§ 18), wechselseitig beteiligte Unternehmen (§ 19) oder Vertragsteile eines Unternehmensvertrags (§ 291, § 292) sind.“ Außer den Konzernverflechtungen sind demnach auch andere Fallgestaltungen für das Vorhandensein eines verbundenen Unternehmens denkbar. Die ganz herrschende juristische Meinung geht dabei davon aus, dass die Regelungen nicht nur auf Aktiengesellschaften, sondern analog auch in anderen Gesellschaftsformen wie z. B. einer GmbH oder einer Kommanditgesellschaft anzuwenden sind.
Innerhalb des Handelsgesetzbuch wird der Begriff des verbundenen Unternehmens im Hinblick auf die Rechnungslegung abweichend und unabhängig vom Aktiengesetz in § 271 HGB definiert. Der Begriff ist dabei enger gefasst als in § 15 AktG. Hier gilt: "Verbundene Unternehmen im Sinne dieses Buches sind solche Unternehmen, die als Mutter- oder Tochterunternehmen ((§ 290)) in den Konzernabschluss eines Mutterunternehmens nach den Vorschriften über die Vollkonsolidierung einzubeziehen sind, das als oberstes Mutterunternehmen den am weitestgehenden Konzernabschluss nach dem Zweiten Unterabschnitt aufzustellen hat, auch wenn die Aufstellung unterbleibt, oder das einen befreienden Konzernabschluss nach den § 291 oder § 292 aufstellt oder aufstellen könnte; Tochterunternehmen, die nach § 296 nicht einbezogen werden, sind ebenfalls verbundene Unternehmen."
Im Gesetz gegen Wettbewerbsbeschränkungen werden verbundene Unternehmen in § 138 GWB und dort ausschließlich im Rahmen der Vergabe von öffentlichen Aufträgen durch Sektorenauftraggeber definiert. Die Definition bezieht sich teilweise auf die Definition des § 271 HGB und erweitert diese. Im Gesetz gegen Wettbewerbsbeschränkungen lautet die Definition: "Ein verbundenes Unternehmen im Sinne des Absatzes 1 ist 1.) ein Unternehmen, dessen Jahresabschluss mit dem Jahresabschluss des Auftraggebers in einem Konzernabschluss eines Mutterunternehmens entsprechend § 271 Absatz 2 des Handelsgesetzbuchs nach den Vorschriften über die Vollkonsolidierung einzubeziehen ist, oder 2.) ein Unternehmen, das a) mittelbar oder unmittelbar einem beherrschenden Einfluss nach § 100 Absatz 3 des Sektorenauftraggebers unterliegen kann, b) einen beherrschenden Einfluss nach § 100 Absatz 3 auf den Sektorenauftraggeber ausüben kann oder c) gemeinsam mit dem Auftraggeber aufgrund der Eigentumsverhältnisse, der finanziellen Beteiligung oder der für das Unternehmen geltenden Bestimmungen dem beherrschenden Einfluss nach § 100 Absatz 3 eines anderen Unternehmens unterliegt."

## Österreich
Anteile an verbundenen Unternehmen sind gesondert auszuweisen, damit die wirtschaftliche Verflechtung von Unternehmen transparent gemacht wird.
Gemäß § 189a Z 6 bis 8 UGB (bis 19. Juli 2015 noch § 228 Abs. 3 UGB) sind verbundene Unternehmen solche Unternehmen, die im Rahmen der Vollkonsolidierung in den Konzernabschluss eines Mutterunternehmens einzubeziehen sind. Die Pflicht zur Erstellung eines Konzernabschlusses liegt dann vor, wenn eine Kapitalgesellschaft (Mutterunternehmen) mit Sitz im Inland mittelbar oder unmittelbar von „mindestens 20 %“ an einem anderen Unternehmen (Tochterunternehmen) besitzt und über dieses eine „einheitliche Leitung“ ausübt oder quasi das Tochterunternehmen beherrscht:
- die Mehrheit der Stimmrechte der Gesellschaft gehören oder
- die Möglichkeit zusteht, direkt oder indirekt die Mehrheit der Mitglieder des Verwaltungs-, Leitungs- oder Aufsichtsorganes zu bestellen oder abzuberufen und sie gleichzeitig Gesellschafter ist, oder
- das Recht zusteht, einen beherrschenden Einfluss auszuüben, oder
- aufgrund eines Vertrages mit den Gesellschaftern des Tochterunternehmens das Recht zusteht, Bestellung oder Abberufung von Leitungs- und Aufsichtsorganen durchzuführen (§ 244 Abs. 2 UGB)

## Schweiz
In der Schweiz spricht man (im Bereich der Rechnungslegung) nicht von verbundenen Unternehmen, sondern von Transaktionen mit nahestehenden Personen. Dabei interpretiert man Transaktionen als eine Übertragung von Aktiven oder Passiven, Erbringen von Leistungen oder auch nur eingegangene Verpflichtungen zwischen natürlichen oder juristischen Personen.
Der in Deutschland und Österreich als „verbundenes Unternehmen“ beschriebene Partner in einer Transaktion wird als nahestehende Person bezeichnet. Es handelt sich um eine Entität, die direkt oder indirekt einen bedeutenden Einfluss auf finanzielle oder operationelle Entscheidungen ausüben kann. Es wird ausdrücklich darauf hingewiesen, dass die Beherrschung eine nahestehende Person konstituiert. Neben diesen zählen aber auch Verwaltungsräte, Mitglieder der Geschäftsleitung und Organisationen, welche von nahestehenden Personen kontrolliert werden. Der vorgenannte bedeutende Einfluss besteht nicht, wenn der Einfluss durch eine Behörde, eine Gewerkschaft oder einen öffentlichen Monopolbetrieb ausgeübt wird.
Es wird empfohlen, die Transaktionen zwischen so beschriebenen Partnern in den Bilanzen der Unternehmen offenzulegen. Ordentliche Bezüge der Geschäftsleitung sind in diesem Zusammenhang ausdrücklich ausgeschlossen. Die Offenlegung soll
- eine Beschreibung der Transaktion
- das Volumen (Betrag oder Verhältniszahl)
- wesentliche übrige Konditionen

umfassen.